# 燕京路
燕京路，中国金朝时设置的路。
天会三年（1125年）改燕山府路置，治所在析津府（治今北京城西南隅）。辖境相当今天津市宁河、武清及河北省容城以北，易县、紫荆关以东和内长城以南地区。贞元元年（1153年）改名中都路。元太祖十年（1215年）又为燕京路。至元元年（1264年）改名中都路。 